# Fritz Péter
Fritz Péter (Nagyvárad, 1944. április 3. –) magyar gépészmérnök, politikus, országgyűlési képviselő.

## Életpályája

### Iskolái
Az általános iskolát Zilahon, középiskolai tanulmányait előbb Zilahon, majd Aradon végezte el. Családja Magyarországra költözése után a szegedi Radnóti Miklós Gimnáziumba járt, 1962-ben érettségizett. 1963–1968 között a Budapesti Műszaki és Gazdaságtudományi Egyetem Gépészmérnöki Karán tanult. 1981–1982 között a Budapesti Műszaki és Gazdaságtudományi Egyetemen fűtés-távfűtési szakmérnöki diplomát szerzett.

### Pályafutása
1961–1962 között a Csongrád Megyei Építőipari Vállalatnál fizikai munkásként, kubikosként dolgozott. 1967-től az Építőipari Tudományos Egyesület tagja. 1968–1970 között a Csongrád Megyei Tanács Építő Vállalatnál művezető, 1970–1973 között építésvezető és főépítésvezető, 1973–1978 között főtechnológus, 1978–1988 között műszaki, majd vállalkozási osztályvezető, 1988–1992 között műszaki igazgató-helyettes, 1992–1993 között a felszámoló cég megbízottja volt. 1978-tól magántervezéssel is foglalkozott. 1990 óta a Mérnöki Kamara tagja. 1993-tól a hódmezővásárhelyi Fémtechnika Kereskedelmi Kft. ügyvezető igazgatója. 1993-tól a Diantus Alapítvány kuratóriumának az elnöke. 1995-től a Csominvest Beruházási Rt. igazgatótanácsának tagja.

### Sportolói pályafutása
Versenyszerúen kosárlabdázott. 1962–1963 között tagja volt a magyar ifjúsági válogatottnak; csapataival országos középiskolai és országos ifjúsági bajnokságokat nyert.

### Politikai pályafutása
1968–1989 között az MSZMP tagja volt. 1988–1989 között a Csongrád megyei pártbizottság tagja volt. 1989 óta az MSZP tagja. 1989–1992 között az MSZP hódmezővásárhelyi, 1989-től Csongrád megyei elnöke. 1992–2000 között az országos választmány tagja, 1994–1996 között elnökhelyettese volt, 1997-től a vállalkozói tagozat elnöke. 1994–2002 között országgyűlési képviselő (Csongrád megye) volt. 1994–2002 között a Gazdasági bizottság tagja volt. 1998–2002 között az Építésügyi albizottság és az Európai integrációs albizottság tagja volt. 1999-ben az Informatikai és infrastruktúra-fejlesztési albizottság tagja volt. 1999–2002 között A Magyar-Orosz Parlamentközi Vegyes Bizottság magyar albizottsága és az Infrastruktúra-fejlesztési albizottság tagja volt. 2001–2002 között az Energetikai albizottság tagja volt.

## Családja
Szülei: Fritz János (1913-?) orvos és Fodor Klára (1920–1988) voltak. 1972-ben házasságot kötött Tóth Klárával. Három gyermekük született: Péter (1975), Zsombor (1977) és Gyöngyi (1979). Testvére, Fritz Mihály (1947-) szobrászművész.